# Herbert Wurster
Herbert Wilhelm Wurster (* 12. April 1950 in Plattling) ist ein deutscher Historiker und Archivar.

## Leben
Wurster studierte von 1972 bis 1978 Geschichte und Anglistik an der Universität Regensburg und an der University of Kent in England. 1980 promovierte er an der Universität Regensburg bei Andreas Kraus. Ab 1980 war er Archivar des Bistums Passau, ab 1993 leitete er das Archiv. Im Februar 2019 ging er in den Ruhestand. Wurster ist 2. Vorsitzender des Vereins für Ostbairische Heimatforschung. 2022 wurde ihm die Bürgermedaille der Stadt Vilshofen verliehen, da er sich in besonderem Maße um seine Heimat und deren Menschen verdient gemacht hat. Seit 1986 ist er Mitglied der Vereinigung Schlaraffia.

## Ehrungen und Auszeichnungen
- 1999 Kulturpreis des Landes Niederösterreich[2]
- 2006 Oswald-Ring[2]
- 2007 Kulturpreis des Landkreises Passau[2]
- 2007 Päpstlicher Ritterorden vom Hl. Silvester[2]
- 2012 Bundesverdienstkreuz am Bande[3]
- 2024 Bürgermedaille Stadt Vilshofen[4]

## Schriften (Auswahl)
- (Hrsg.) Brüder – Feinde – Nachbarn. Österreich – Bayern. Katalog zur Ausstellung im Kastenhof. Niederbayerisches Vorgeschichtsmuseum, Landau a. d. Isar, 23. März bis 31. Oktober 1991. Landau/Passau 1991.
- Das Bistum Passau und seine Geschichte. 4 Bände. Straßburg 1994–2010.